# Nagytőke
Nagytőke là một thị trấn thuộc hạt Csongrád, Hungary. Thị trấn này có diện tích 54,68 km², dân số năm 2010 là 440 người, mật độ 8 người/km².